# Stora Prästtjärnen
Stora Prästtjärnen är en sjö i Ludvika kommun i Dalarna och ingår i Norrströms huvudavrinningsområde. Sjön har en area på 0,142 kvadratkilometer och ligger 246,5 meter över havet.

## Delavrinningsområde
Stora Prästtjärnen ingår i det delavrinningsområde (667847-145925) som SMHI kallar för Vid mätstation Finntorpet. Medelhöjden är 258 meter över havet och ytan är 6,96 kvadratkilometer. Det finns inga avrinningsområden uppströms utan avrinningsområdet är högsta punkten. Prästhyttebäcken som avvattnar avrinningsområdet har biflödesordning 4, vilket innebär att vattnet flödar genom totalt 4 vattendrag innan det når havet efter 272 kilometer. Avrinningsområdet består mestadels av skog (80 procent). Avrinningsområdet har 0,29 kvadratkilometer vattenytor vilket ger det en sjöprocent på 4,2 procent.